# (6679) Gurzhij
(6679) Gurzhij (1969 UP1) – planetoida z pasa głównego asteroid okrążająca Słońce w ciągu 3,24 lat w średniej odległości 2,19 j.a. Odkryta 16 października 1969 roku.